# 121 PO 265 à 399

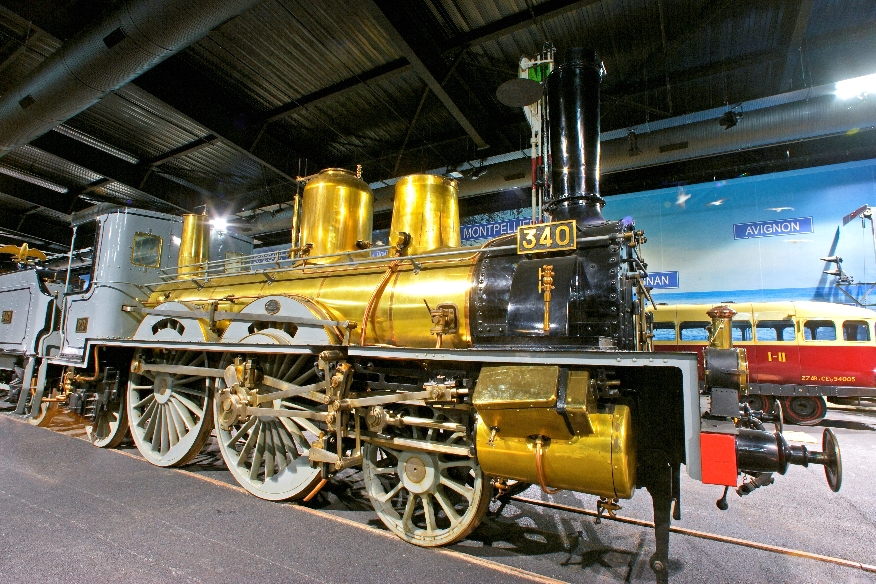
Locomotive n°340 préservée à la cité du train

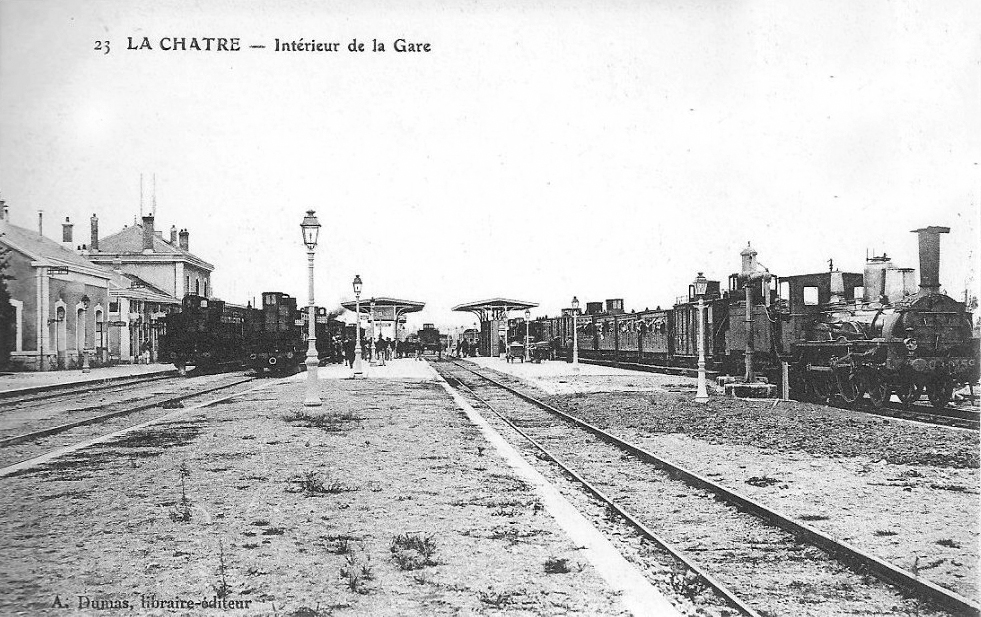
Locomotive n°359 en gare de La Chatre.

Les 121 PO 265 à 399 sont des locomotives de la compagnie du chemin de fer de Paris à Orléans de type 121 Columbia, affectées à la traction des trains rapides et express de voyageurs sur les lignes au profil facile.

## Histoire
Une série de 136 locomotives est construite entre 1871 et 1884 avec des roues motrices de 2 mètres de diamètre pour les lignes au relief  peu accidenté.
Les locomotives sont immatriculées dans la série 265 à 400 puis 121 265 à 121 400. En 1938, lors de la création de la SNCF, elles deviennent les 4-121 A 265 à 4-121 A 399.

## La construction
La construction est établie dans l'ordre suivant:
N° 265 à 276, livrées en 1876 par la SACM à Mulhouse,
N° 277 à 298, livrées en 1876 par la SACM à Graffenstaden,
N° 299 à 308, livrées en 1877 par les ateliers d'Ivry,
N° 309 à 328, livrées en 1878 par la SACM à Mulhouse,
N° 329 à 338, livrées en 1882 par Sharp Stewart à Glasgow,
N° 339 à 348, livrées en 1882 par Sharp Stewart à Glasgow,
N° 349 à 360, livrées en 1877 par la SACM à Mulhouse
N° 361 à 370, livrées en 1883 par la Société de Saint-Léonard à Liège,
N° 371 à 380, livrées en 1883 par Saint-Leonard à Liège,
N° 381 à 390, livrées en 1882 par Carels à Gand,
N° 391 à 400, livrées en 1884 par les ateliers d'Ivry,

## Caractéristiques
Empattement : 5,70 m
Poids à vide : 38,500 t
Poids en charge : 42,600 t
Poids du tender : 24,200 t
Capacité en eau du tender : 10 000 litres
Capacité en charbon du tender : 4,2 t
Diamètre des roues motrices : 2 m
Diamètre et course des cylindres : 440 x 650 mm
Pression dans la chaudière : 10 Bars
Surface de grille : 1,62 m2
Surface de chauffe : 132.24	m2